# Ophiodermella halcyonis
Ophiodermella halcyonis är en snäckart som först beskrevs av Dall 1908.  Ophiodermella halcyonis ingår i släktet Ophiodermella och familjen kägelsnäckor. Inga underarter finns listade i Catalogue of Life.